# Valent Tessalònic
Valent Tessalònic (en llatí Valens Thessalonicus) va ser un dels Trenta tirans que menciona Trebel·li Pol·lió a la Historia Augusta.
Gal·liè el va nomenar procònsol d'Acaia després d'una brillant carrera militar i política. L'usurpador Macrià Major, que el veia com a rival, va enviar a Pisó per matar-lo, però Valent se'n va assabentar i va voler evitar el perill proclamant-se emperador. Els soldats el van aclamar però al cap de poc temps, els mateixos soldats el van matar.